# チェックマーク
チェックマーク（英: tick, tick mark, checkmark, check mark）は、「✓」（または、「v」や「レ」）のように下か右下に伸びたあと右上にはねる線であらわされる図形・記号である。イギリス英語では tick と呼ばれる。
解答用紙などにおいて解答者の答えに対する正誤を表す印や、申請書類などの選択肢における選択の有無、作業手順書などにおける個々の作業が済んでいることを表す印として使用される。日本では「／（スラッシュ）」のような字形で書かれることも多い。

## 文化圏による違い
チェックマークは容易に書くことができる構成のため、特に英語圏における肯定のシンボルとして広く利用されている。しかしながら、他の国々では、このマークはより複雑である。
解答用紙などの解答に対してチェックマークが付いていた場合、日本ではその解答が間違っている（不正解）という意味で使用されることが多いが、欧米や中国ではその解答が正解であるという意味で使用されることが多い。
- 日本語圏や朝鮮語圏
  - 正：丸印（○）
  - 誤：スラッシュ（／）またはバツ印（×, ✗）[1]

日本では、チェックマーク（✓）も不正解の意味として使われることがある。特に学校教育の場面では、スラッシュやバツ印よりもチェックマークが使われる傾向にある。
- ヨーロッパ言語圏や中国語圏
  - 正：チェックマーク（✓）
  - 誤：バツ印（×, ✗）

チェックマークが付加されている状態を「チェックが付く」のように言うことがある。
ただし、かつてのコンピューターにおいては「（✓）」が使用できなかったため、英語圏の電子文書（特にプレーンテキスト）では、ASCIIコードでも利用可能なアルファベットのエックス「X」および「x」がチェックマークの代わりに使われることもある。グラフィカルユーザーインターフェイス (GUI) に移行してからも要素のチェックボックスにも「×」が使われていた。
GUIのアイコンとして使われる、チェックマークとバツ印の組み合わせによる肯定/否定（OK/キャンセルあるいはYes/No）の記号は、しばしば tick and cross と呼ばれる。Adobe Photoshopなど、海外製のソフトウェアのGUIが日本語にローカライズされる際、✓/×のアイコンも〇/×にローカライズされることがある。
韓国では正解と不正解にそれぞれ○と×の記号が使われることがあるが、日本とは異なりマルやバツに相当する読み方はされず、アルファベットのオーとエックスを模して「OX（오엑스）」と読まれる。
漢文におけるレ点も似た字形を書くが、チェックマークとは異なる。なお、日本ではチェックマークが使えないコンピュータ環境などにおいては、片仮名の「レ」で代用される場合がある。
スウェーデンの学校では、✓は答えが間違いであることを示すのが一般的であるのに対して、"R"（スウェーデン語で「正しい」を意味する rätt から）が答えが正しいことを示すために使われる。
フィンランド語では、✓はväärin、すなわち「誤」を意味する（斜めになった v と似ているため）。逆に、「正」は{\displaystyle \cdot \!/\!\cdot }とマークされる。
オランダでは、"V" が物事が欠けているのを示すために使われるのに対して、承認の飾り書きが節または要点を承認するために使われる。

## 符号位置
| 記号 | Unicode | JIS X 0213 | 文字参照            | 名称                       |
| ---- | ------- | ---------- | ------------------- | -------------------------- |
| ✓    | U+2713  | 1-7-91     | &#x2713; &#10003;   | チェックマーク CHECK MARK  |
| ✔    | U+2714  | -          | &#x2714; &#10004;   | HEAVY CHECK MARK           |
| ☑    | U+2611  | -          | &#x2611; &#9745;    | BALLOT BOX WITH CHECK      |
| ✅   | U+2705  | -          | &#x2705; &#9989;    | WHITE HEAVY CHECK MARK     |
| 🗸    | U+1F5F8 | -          | &#x1F5F8; &#128504; | LIGHT CHECK MARK           |
| 🗹    | U+1F5F9 | -          | &#x1F5F9; &#128505; | BALLOT BOX WITH BOLD CHECK |

## 歴史
チェックマークはローマ帝国期に作られていたと考えられている。"V" はラテン語で真実を意味する単語 veritas を縮めるために使われた。これは、肯定の返答、真実、または表中の項目への承認を示すために使われた。長い期間をかけて、このマークのデザインは変化した。